# Busuu
Busuu ist eine vom Aussterben bedrohte Bantusprache in Kamerun. Laut einer ethnologischen Studie aus den 1980er-Jahren scheinen nur noch acht Personen diese Sprache zu beherrschen, sie ist daher eine bedrohte Sprache. Der ISO-639-3-Code für Busuu lautet bju.
Die Bezeichnung der Sprach-Lern-Website busuu.com geht auf diesen Namen zurück.